# Heteronutarsus aegyptiacus
Heteronutarsus aegyptiacus es una especie de mantis de la familia Eremiaphilidae.

## Distribución geográfica
Se encuentra en Egipto, Sudán y Libia.